# Mutter Gottes Maria (Osnabrück)
Koordinaten: 52° 18′ 1,2″ N, 8° 3′ 25,3″ O
Die Kirche der griechisch-orthodoxen Kirchengemeinde von Antiochien Heilige Mutter Gottes Maria ist eine rum-orthodoxe Kirche im Osnabrücker Stadtteil Sonnenhügel. Vom Bau bis zur Schließung im Jahr 2008 nutzte die evangelisch-reformierte Gemeinde Osnabrück das Gebäude unter dem Namen Erlöserkirche.

## Lage
Das Gebäude der Kirche liegt an der Lerchenstraße unweit der katholischen Heilig-Geist-Kirche.

## Geschichte

### Evangelisch-reformiert
Am 19. Dezember 1964 legten Superintendent Hans-Gerhard Schmidt und Kirchenpräsident Wilhelm Buitkamp den Grundstein. Das Richtfest der Kirche wurde am 18. Juni 1965 gefeiert. Die Gemeinde feierte die Einweihung am 27. März 1966 in Anwesenheit der Ehrengäste Landessuperintendent Gerhard Nordholt, Superintendent Hans-Gerhard Schmidt und Architekt Werner Neuland.
2007 musste sich die Kirchengemeinde wegen finanzieller Engpässe von drei ihrer fünf Kirchen im Stadtgebiet trennen. Neben der Erlöserkirche wurden die Gnadenkirche im Schinkel und die Atterkirche in Atter geschlossen. Erhalten blieben der Gemeinde die Bergkirche und die Friedenskirche. Gemeindepfarrer Günter Baum vollzog am 27. Januar 2008 die Entwidmung und Schließung.

### Rum-orthodox
Über die Arbeitsgemeinschaft christlicher Kirchen Osnabrück (Ackos) knüpfte die rum-orthodoxe Gemeinde Kontakte zu der Osnabrücker evangelisch-reformierten Gemeinde, um eine Übernahme des Gebäudes zu ermöglichen.
Am 9. Mai 2010 wurde die Kirche nach dem Umbau durch Metropolit Youhanna Yazigi geweiht. Die Kirche erhielt ein zweites Taufbecken, weil das Taufbecken der evangelisch-reformierten Gemeinde nicht für den Taufritus der rum-orthodoxen Kirche geeignet war.